# おうちでごはん
『おうちでごはん』は、スズキユカによる日本の漫画作品。英題は「happy mealtime」。竹書房発行の『まんがライフMOMO』にて創刊号から2007年6月号、9、10月号まで連載され、その後の休載期間を経て2008年8月号より連載再開。同誌が2019年1月号で休刊後は『まんがくらぶ』にて2019年2月号より同年5月号まで連載された。
掲載誌は4コマ漫画雑誌であるが、ストーリー形式の作品である。2009年にドラマCD化されている。

## ストーリー
料理大好きで食べるのはもっと好きな大学生「カモ」が、色々な料理を作りながら周りの人々と交流する様を描く料理・グルメ漫画。一般に普通の料理漫画は美食やグルメといった内容になりがちだが、本作はタイトルにあるように一般家庭で作る日常の料理を描いている。

## 登場人物
※キャストはドラマCD版のもの。
鴨川耕太（かもがわ こうた）
声：菅沼久義
本作の主人公、通称「カモ」。「フラッツなのはな」というアパートで一人暮しをしている大学生。ゼミで仏像巡りをしたり、ニーチェの本を持っていることから、人文科学系が専攻と思われる。15歳のときに母親を亡くしており、それから料理をするようになった。とにかく食べることが大好きで、おいしいものを食べるために料理を作る。米田いわく「食いしんぼ魔人」。ただし、ケーキのスポンジは苦手。父親は仕事で海外赴任しており、義理の母や妹とは仲良くやっているが、父親を嫌っている節がある。左利き。アルコールを飲むと体調を崩す。
部屋は1階にあり、両隣に瓜沢と米田、上に遠藤。
米田浩樹（よねだ ひろき）
声：松原大典
カモと同じアパートに住む大学の友人。頻繁にカモの部屋に来ては、一緒に食事をとっている。少々お調子者の傾向が有り。ほとんど自炊していないが、好きなカレーだけは自分で作る事がある。割と好き嫌いが多く、「偏食米田」と評される。実家は九州にあるコンビニエンスストアで、妹がいる。趣味がサックス演奏で、音大を目指したことがあり、所属するサークルも民族音楽研究会という音楽好きの一面がある。アルコールを飲むと普通に酔っぱらう。
部屋は1階の角部屋にあり、隣にカモ、上の住人は不明。
瓜沢芯（うりさわ しん）
声：杉田智和
カモと同じアパートの住人。カモの隣の部屋に住む。理知的で仕事の出来るサラリーマンだが、実は熱烈な亀マニア。実家は歯科医で華道の家元。夏実と並ぶ酒好きでもある。食に対する造詣（うんちく?）が深い。本人曰く、豆腐好きらしい。また、棗（なつめ）というそっくりの姉がいる。アルコールを飲むと素直になる。
部屋は1階の角部屋にあり、隣にカモ、上に夏実。
伊世夏実（いよ なつみ）
声：広橋涼
カモと同じアパートの2階の住人。姐御肌で明るい性格の美人。映画雑誌の編集者をしている。「料理はできない」と公言しており、自宅のキッチン周りには調理道具以外の物が収納されており、冷蔵庫の中は肉と酒。食べることには「心意気のあるおいしいものには感謝と尊敬」をモットーに強いこだわりを持つ。こだわった挙句に、米田に「ナツミさんとは結婚できない」などといわれることになる。弟が2人いるらしい。アルコールを飲むとオッサン化、疲れている時に酔うと褒め上戸になる。
部屋は2階の角部屋にあり、隣が遠藤、下に瓜沢。
遠藤優吾（えんどう ゆうご）
声：古谷徹
米田の隣の部屋に住む、名古屋出身のアパートの住人。若く見えるが、実は30代。大の甘党で、お菓子しか作れない。今はスマートだが中学生までは太っており、お菓子作りもこの頃からの趣味。お隣の奥さんの家に上がり込む、瓜沢の姉と仲良くなる等々、女性と仲良くするのが得意である模様。年中カノジョが変わる。アルコールを飲んでも全く酔えない。
部屋は2階にあり、隣が夏実、逆隣は不明。下にカモ。
鴨川鈴菜（かもがわ すずな）
声：豊崎愛生
カモの義理の妹で、日仏のハーフ。カモの義母の連れ子であり、カモとの血のつながりはない。義父のシンガポール転勤を嫌がってアメリカから日本にやってきた。母親に対してはやや反抗期気味だったが、カモの取り成しで関係は改善している。その後、両親の転勤と共に一時期ベルギーで暮らしていたが、カモの作るごはんが食べたいと言って再び単身来日。未成年なのでアルコールは飲めない。
カモの義母（カモのぎぼ）
カモの父親の再婚相手のフランス人女性。名前は不明。鈴菜の生父、カモの父と連続して日本人男性と結婚している。アルコールを飲むと大声で歌ったり、皿を割りまくったりする。
カモの父（カモのちち）
カモの父親。名前は不明。職業は不明だが、世界を股にかけているようである。唯一の得意料理はカルボナード（牛肉のビール煮）。
新崎珠菜（にいざき たまな）
鈴菜の学校の友達。ちなみに「珠菜」とはキャベツの和名である。おっとりした性格で、喋ったり食べたり等の動作は遅いが、柔道を習っているため、いざという時の動作は素早い。家は家庭菜園でハーブを沢山育てている。沖縄に親戚がおり、沖縄の食材や調理法にも詳しい。
新崎ユタカ（にいざき ユタカ）
珠菜の兄。ムキムキマンだが重度のシスコンで、妹に近付く男は追い払う。実は料理上手。
柏木さん（かしわぎさん）
「フラッツなのはな」の隣にある一軒家に住む、面倒見のいいおばさん。料理が得意で、スーパーのレシピコンテストの常連｡ 料理を通じて気が合うカモを可愛がっており、時折おすそ分けをしてくれたりする。
柏木葉月（かしわぎ はづき）
柏木さんの息子。中学生で、年齢的にちょっと反抗期ぎみ。SFの世界のように「錠剤で済む食事」や「食べなくていい機械の体」に憧れを抱く等、母の意に反して食事に関心が薄い。「オムスビ」という名前の犬を飼っている。
はしばみさん
カモと同じ大学の学生。はきはきとした美人で、語学でカモと同じクラス。お菓子のことで遠藤に弟子入りしようとしたり、料理できるようになると決めた翌日からカモに作ってきて感想を伺うなど、勉強熱心で真面目。ただし腕前は今のところ壊滅的……。
宮前椒子（みやまえ しょうこ）
カモと同じ大学の学生。はしばみさんと同じサークルに所属している長身の美人。料理好きで、調理道具のちょっとした事についてもカモと話が合う。何事も一生懸命だが、どこか一本抜けているところがある。
小倉（おぐら）
夏実の会社の後輩の女性。泥と見紛う濃厚なココア、パンの厚みと同じ量のマヨネーズやピーナツバターをはさんだサンドイッチ、サラダドレッシングにジャムなど、ユニークな味覚の持ち主。
気楽亭のマスター（きらくていのマスター）
夏実がよく行く洋食レストランのマスター。店で出しているハーブを自分で育てている。料理もさることながら、コーヒーには相当なこだわりがある模様。
瓜沢棗（うりさわ なつめ）
瓜沢芯の姉。弟の芯を訪れ、彼の生き方について責め立てたが、カモ&遠藤によるスイーツを中心としたフルコース接待のもと、あえなく遠藤の部屋にて寝顔を晒してのノックアウトとなる。普通に考えてかなりの甘党&酒飲みと思われる。

## 書籍情報
- スズキユカ『おうちでごはん』 竹書房〈BAMBOO COMICS〉、全12巻
  1. 2005年6月27日発行（2005年5月27日発売）、ISBN 4-8124-6175-8
  2. 2006年8月27日発行（2006年7月27日発売）、ISBN 4-8124-6489-7
  3. 2009年7月11日発行（2009年6月27日発売）、ISBN 978-4-8124-7113-5
  4. 2011年6月10日発行（2011年5月27日発売）、ISBN 978-4-8124-7572-0
  5. 2012年7月11日発行（2012年6月27日発売）、ISBN 978-4-8124-7919-3
  6. 2013年4月10日発行（2013年3月27日発売）、ISBN 978-4-8124-8126-4
  7. 2014年4月10日発行（2014年3月27日発売）、ISBN 978-4-8124-8539-2
  8. 2015年7月11日発行（2015年6月27日発売）、ISBN 978-4-8019-5277-5
  9. 2016年6月10日発行（2016年5月27日発売）、ISBN 978-4-8019-5533-2
  10. 2017年5月11日発行（2017年4月27日発売）、ISBN 978-4-8019-5918-7
  11. 2018年7月11日発行（2018年6月27日発売）、ISBN 978-4-8019-6296-5
  12. 2019年6月10日発行（2019年5月27日発売）、ISBN 978-4-8019-6622-2

## ドラマCD
『おうちでごはん-Voice of Mealtime-』 〈Luv Records〉
- 2009年7月22日発売。ASIN B002CTJ9NG